# علم المغناطيسية الحيوية
علم المغناطيسية الحيوية هو مجال التكنولوجيا الحيوية. لقد تم البحث بنشاط منذ عام ٢٠٠٤ على الأقل. على الرغم من أن غالبية الهياكل الموجودة في الكائنات الحية هي نفاذية مغناطيسية، أنه المجال المغناطيسي نفسه، وكذلك الجسيمات النانوية المغناطيسية والبنى الدقيقة والجزيئات شبه المغناطيسية يمكن أن تؤثرعلى وظائف فسيولوجية محددة للكائنات الحية في ظل ظروف معينة. تأثير المجالات المغناطيسية على النظم الحيوية هو موضوع بحث يندرج تحت المظلة المغناطيسية الحيوية ، بالإضافة إلى بناء الهياكل أو الأنظمة المغناطيسية التي تكون إما متوافقة بيولوجيًا أو قابلة للتحلل أو محاكية بيولوجيًا.  من المعروف أن الجسيمات النانوية المغناطيسية والجسيمات الدقيقة المغناطيسية تتفاعل مع بدائيات النوى معينة وبعض حقيقيات النوى. تبين أن الجسيمات النانوية المغناطيسية تحت تأثير المجالات المغناطيسية والكهرومغناطيسية تعدل تفاعلات الأكسدة والاختزال لتثبيط أو تعزيز نمو الورم الحيواني.  تتضمن الآلية الكامنة وراء التعديل المغناطيسي النانوي تقارب التفاعلات المغناطيسية الكيميائية  والتفاعلات المغناطيسية الميكانيكية.

## تاريخ
أنظر أيضا: الرنين المغناطيسي النووي والتصوير بالرنين المغناطيسي
في عام ٢٠١٤، لاحظ الفنيون الحيويون في جامعة موناش أن "كفاءة إيصال لقاحات الحمض النووي غالبًا ما تكون منخفضة نسبيًا مقارنة بلقاحات البروتين" وعلى هذا الأساس اقترحوا استخدام الجسيمات النانوية لأكسيد الحديد المغنطيسي الفائق لتوصيل المواد الجينية عبر الكشف المغناطيسي لأنها تزيد كفاءة توصيل الدواء. اعتبارًا من عام ٢٠٢١، تمت دراسة التفاعلات بين جزيئات أكسيد الحديد النانوية منخفضة التكلفة والمجموعات الرئيسية للجزيئات الحيوية: البروتينات والدهون والأحماض النووية والكربوهيدرات. كانت هناك اقتراحات لأنظمة توصيل الأدوية الموجهة مغناطيسيًا، لا سيما الببتيد الموجب لاسيوجلوسين.
في حوالي مايو٢٠٢١، كثرت الشائعات بأن بعض أنظمة توصيل التكنولوجيا الحيوية لحمض نووي ريبوزي ناقل كانت نشطة مغناطيسيًا. بدعوة من المذيع المملوك للدولة الفرنسية: جوليان بوبروف المتخصص في المغناطيسية والمدرس في جامعة باريس ساكلاي كشف زيف مزاعم مناظري مؤامرة كوفيد-١٩ باستخدام حجة مناشدة السلطات، على النحو التالي: "لقاح كوفيد-١٩هذا من شأنه أن يجعل المغناطيس يلتصق بالجلد بمجرد حقنه هو أمر مستحيل تمامًا من وجهة نظر علمية".